# 聯合國安全理事會第44號決議
《聯合國安理會44號決議》是1948年4月1日在聯合國安全理事會第277次會議通過的。就聯合國安理會42號決議的報告，這項決議正式請求聯合國秘書長為考慮巴勒斯坦未來政府的問題，召開一次專責的聯合國大會。
該決議在烏克蘭蘇維埃社會主義共和國及蘇聯的棄權下通過。

## 外部連結
- 44號決議全文 （页面存档备份，存于）